# San Pelayo (Montija)
San Pelayo es una localidad del municipio burgalés de Merindad de Montija, en la Comunidad Autónoma de Castilla y León (España). 
La iglesia está dedicada a san Bartolomé.

## Localidades limítrofes
Confina con las siguientes localidades:
- Al sureste con Leciñana de Mena.
- Al suroeste con Bercedo y Agüera.

## Demografía
Evolución de la población
| Gráfica de evolución demográfica de San Pelayo entre 2000 y 2017   |
|                                                                    |
| Población de derecho (2000-2017) según el padrón municipal del INE |

## Historia
Así se describe a San Pelayo en el tomo XII del Diccionario geográfico-estadístico-histórico de España y sus posesiones de Ultramar, obra impulsada por Pascual Madoz a mediados del siglo XIX:

Aldea en la provincia, diócesis, audiencia territorial y capitanía general de Burgos (18 leguas), partido judicial de Villarcayo (4), y ayuntamiento de la merindad de Montija (1); Situada a la falda de los montes comunes de dicha merindad; goza de clima frío; reinan por lo regular los vientos O, y las enfermedades que comúnmente se padecen, son las gripes y pulmonías. Tiene 12 casas; una fuente de aguas potables y delgadas, de las que se surten los vecinos para beber y demás usos; una iglesia parroquial (San Bartolomé), y junto a ella un cementerio, sirviendo el culto de esta un cura párroco y un sacristán. Confina el término N Carranza; E Mena; S Bercedo, y O Aquera. El terreno es de mediana calidad y su mayor parte fertilizado con las aguas de una fuente, que nace en los montes de la Ordunte, de los cuales se desprenden además varios arroyos que corren en distintas direcciones, y son aprovechados también algunos de ellos para el riego. Caminos: los de servidumbre, y la correspondencia se recibe de la estafeta de Villalazara por valijero. Producciones: trigo, patatas y lino; ganado cabrío y caballar, y caza de liebres, jabalíes y corzos. Industria: la agrícola. Población: 9 vecinos, 34 almas. Capital productivo: 8.000 reales. Imponible: 2.331.
Diccionario geográfico-estadístico-histórico de España y sus posesiones de Ultramar